# Gonzalo Higuaín
Gonzalo Gerardo Higuaín (Brest, 10 december 1987) is een voormalig profvoetballer met een Argentijns-Frans dubbelnationaliteit die doorgaans als aanvaller speelt. Hij tekende in september 2020 een contract bij Inter Miami, dat hem overnam na een contractbreuk met Juventus. Higuaín was van 2009 tot en met 2019 international in het Argentijns voetbalelftal, waarvoor hij vijfenzeventig interlands speelde en eenendertig keer scoorde. Hij heeft ziijn voetbalcarrière beëindigd in 2022.

## Clubvoetbal

### River Plate
Higuaín werd geboren in Frankrijk, maar verhuisde als kind met zijn ouders naar Argentinië. Daar werd hij opgenomen in de jeugdopleiding van River Plate. Nadat hij in 2005 debuteerde in het eerste elftal van de club, speelde hij hiervoor in de volgende jaren vijfendertig wedstrijden in de Primera División. Higuaín maakte in die periode dertien doelpunten. Twee hiervan maakte hij in de Superclásico, tegen River Plate's aartsrivaal en stadsgenoot Boca Juniors. Op 31 augustus 2006, twee uur voor de transferdeadline, werd 50% van de rechten op Higuaín verkocht aan de Zwitserse tweedeklasser FC Locarno. Higuaín werd bij de Argentijnse voetbalbond ingeschreven als speler van Locarno maar bleef voor River Plate uitkomen.

### Real Madrid
Higuaín tekende op 15 december 2006 een contract tot juni 2013 bij Real Madrid. Dat betaalde 12 miljoen euro voor hem. Hier was hij in zijn eerste anderhalf jaar voornamelijk tweede keus, achter Raúl, Ruud van Nistelrooij en Robinho. Dankzij een blessure van Van Nistelrooij kreeg Higuaín in het seizoen 2008/09 meer speeltijd en schreef hij tweeëntwintig doelpunten achter zijn naam in de Spaanse Primera División. Ondanks verscheidene aankopen die voorzitter Florentino Pérez in de zomer van 2009 naar Madrid haalde, bleef Higuaín selectiespeler bij de Koninklijke. In het begin van het seizoen gaf de nieuwe trainer Manuel Pellegrini de voorkeur aan de dan net aangekochte Karim Benzema, maar gaandeweg het seizoen speelde Pipita hem uit de basis. Higuaín scoorde dat seizoen zevenentwintig doelpunten. Er gingen geruchten dat Real Madrid hem in de zomer van 2010 wilde verkopen, omdat hij miljoenenaankoop Cristiano Ronaldo te veel zou overschaduwen en dat zou de club volgens Pérez te veel geld kosten. Higuaín verlengde in juni zijn contract niettemin tot 2016 en bleef nog drie jaar bij Real Madrid. Hij werd in 2011/12 voor de derde keer landskampioen met de club en voor het eerst als volwaardig basisspeler.

### SSC Napoli
Higuaín tekende in 2013 bij SSC Napoli, dat 37 miljoen euro voor hem betaalde aan Real Madrid. Bij de Italiaanse club werd hij de opvolger van de naar Paris Saint Germain vertrokken Edinson Cavani. Hij eindigde met Napoli in zijn eerste drie seizoenen derde, vijfde en tweede in Serie A. Higuaín werd in het seizoen 2015/16 topscorer van de competitie met zesendertig doelpunten. Hij was na Gino Rossetti in 1928/29 de tweede die tot dit aantal kwam op het hoogste niveau in Italië en de eerste sinds de oprichting van de Serie A in 1929/30.

### Juventus
Higuaín tekende in juli 2016 een contract tot medio 2021 bij Juventus, de kampioen van Italië in de voorgaande vijf seizoenen. Het betaalde circa 90 miljoen euro voor hem aan SSC Napoli. Higuaín werd daarmee de duurste aankoop van een Italiaanse club ooit.

### AC Milan
Higuaín vertrok in augustus 2018 op huurbasis naar AC Milan. De Argentijnse spits was onderdeel van een ruildeal, waarbij hij en Mattia Caldara richting Milaan trokken, terwijl Leonardo Bonucci de tegengestelde weg bewandelde.

### Chelsea
Na weken van speculatie werd Higuaín op 23 januari 2019 gepresenteerd bij Chelsea, dat hem een halfjaar huurde van Juventus. Hier werd hij herenigd met Maurizio Sarri, met wie hij eerder samenwerkte bij Napoli. Hij won met Chelsea de UEFA Europa League, waarin de finale van stadgenoot Arsenal werd gewonnen.

### Terugkeer naar Juventus
In juni 2019 keerde Higuaín terug naar Juventus.

### Inter Miami
Higuaín tekende in september 2020 een contract bij Inter Miami. Hier sloot hij eind 2022 zijn profcarrière af.

## Clubstatistieken
| Seizoen         | Club            | Competitie       | Competitie | Competitie | Beker | Beker | Internationaal | Internationaal | Overig | Overig | Totaal | Totaal |
| Seizoen         | Club            | Competitie       | Wed.       | Dlp.       | Wed.  | Dlp.  | Wed.           | Dlp.           | Wed.   | Dlp.   | Wed.   | Dlp.   |
| --------------- | --------------- | ---------------- | ---------- | ---------- | ----- | ----- | -------------- | -------------- | ------ | ------ | ------ | ------ |
| 2004/05         | River Plate     | Primera División | 4          | 0          | 0     | 0     | 0              | 0              | 0      | 0      | 4      | 0      |
| 2005/06         | River Plate     | Primera División | 14         | 5          | 0     | 0     | 0              | 0              | 0      | 0      | 14     | 5      |
| 2006/07         | River Plate     | Primera División | 17         | 8          | 0     | 0     | 0              | 0              | 0      | 0      | 17     | 8      |
| 2006/07         | Real Madrid     | Primera Division | 19         | 2          | 2     | 0     | 2              | 0              | 0      | 0      | 23     | 2      |
| 2007/08         | Real Madrid     | Primera Division | 25         | 8          | 4     | 1     | 5              | 0              | 0      | 0      | 34     | 9      |
| 2008/09         | Real Madrid     | Primera Division | 34         | 22         | 2     | 1     | 7              | 0              | 1      | 1      | 44     | 24     |
| 2009/10         | Real Madrid     | Primera Division | 32         | 27         | 1     | 0     | 7              | 2              | 0      | 0      | 40     | 29     |
| 2010/11         | Real Madrid     | Primera Division | 17         | 10         | 2     | 1     | 6              | 3              | 0      | 0      | 25     | 14     |
| 2011/12         | Real Madrid     | Primera Division | 35         | 22         | 5     | 1     | 12             | 3              | 2      | 0      | 54     | 26     |
| 2012/13         | Real Madrid     | Primera Division | 28         | 16         | 5     | 0     | 9              | 1              | 2      | 1      | 44     | 18     |
| 2013/14         | SSC Napoli      | Serie A          | 32         | 17         | 5     | 2     | 9              | 5              | 0      | 0      | 46     | 24     |
| 2014/15         | SSC Napoli      | Serie A          | 37         | 18         | 4     | 1     | 16             | 8              | 1      | 2      | 58     | 29     |
| 2015/16         | SSC Napoli      | Serie A          | 35         | 36         | 2     | 0     | 5              | 2              | 0      | 0      | 42     | 38     |
| 2016/17         | Juventus        | Serie A          | 38         | 24         | 4     | 3     | 12             | 5              | 1      | 0      | 55     | 32     |
| 2017/18         | Juventus        | Serie A          | 35         | 16         | 4     | 2     | 10             | 5              | 1      | 0      | 50     | 23     |
| 2018/19         | → AC Milan      | Serie A          | 15         | 6          | 1     | 0     | 5              | 2              | 1      | 0      | 22     | 8      |
| 2018/19         | → Chelsea       | Premier League   | 14         | 5          | 3     | 0     | 1              | 0              | 0      | 0      | 18     | 5      |
| 2019/20         | Juventus        | Serie A          | 11         | 4          | 0     | 0     | 4              | 1              | 0      | 0      | 15     | 5      |
| 2020/21         | Inter Miami     | MLS              | 1          | 1          | 0     | 0     | 0              | 0              | 0      | 0      | 1      | 1      |
| Carrière totaal | Carrière totaal | Carrière totaal  | 443        | 247        | 44    | 12    | 110            | 37             | 9      | 4      | 616    | 300    |

## Interlandcarrière

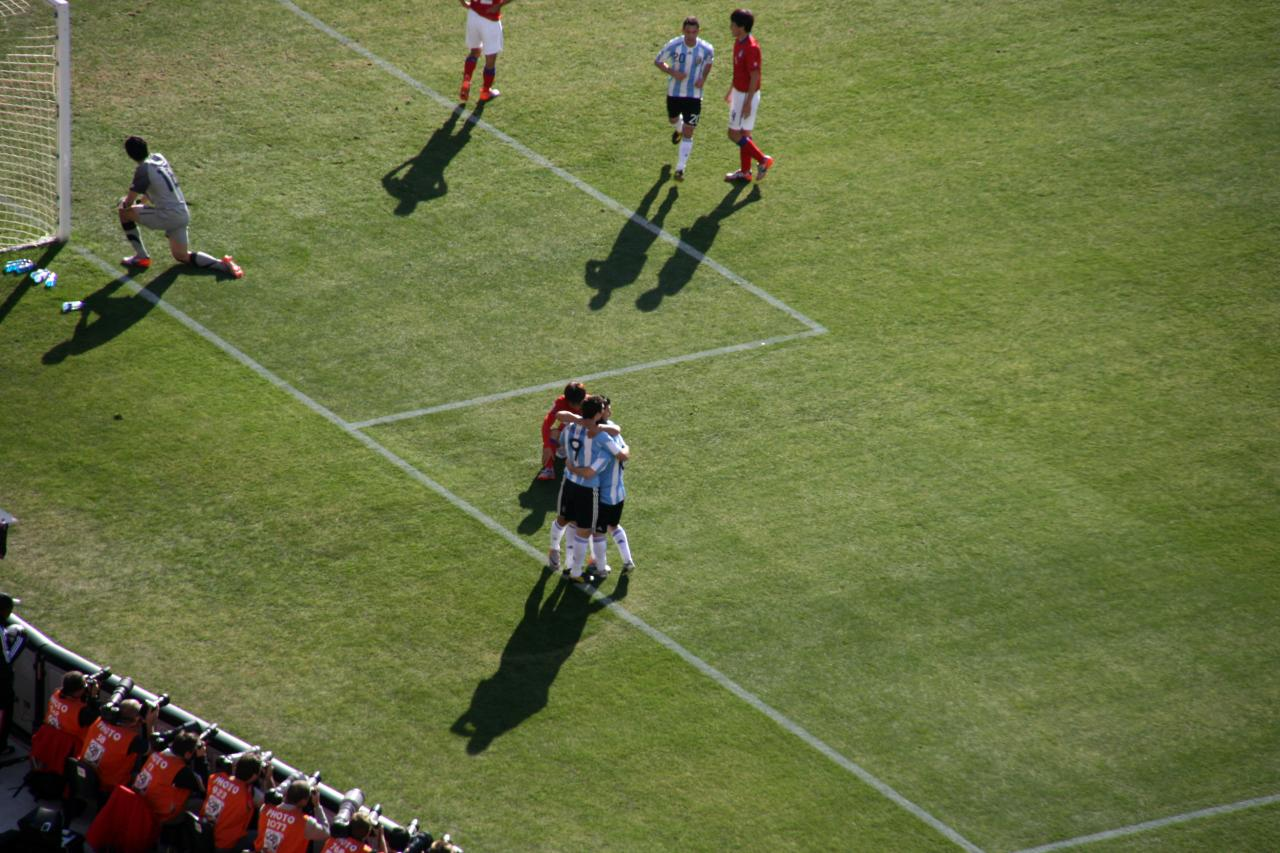
Higuaín viert zijn hattrick tegen Zuid-Korea

Higuaín debuteerde in 2009 in het Argentijns voetbalelftal. Hij kwam voor het eerst in actie tijdens de kwalificatie in aanloop naar het Wereldkampioenschap voetbal 2010. Op 17 juni 2010 scoorde hij drie keer tegen Zuid-Korea in de tweede groepswedstrijd van het hoofdtoernooi. Hij werd hiermee de derde Argentijn die een hattrick maakte op een WK, na Guillermo Stábile in 1930 en Gabriel Batistuta in 1994 en 1998. Argentinië won de wedstrijd uiteindelijk met 4-1. Higuain scoorde ook tegen Mexico op zondag 27 juni. Hij zorgde voor de 2-0. De wedstrijd eindigde uiteindelijk in 3-1 en Argentinië behaalde hiermee de kwartfinales.
Higuaín werd na het WK ook geselecteerd voor de Copa América 2011, dat werd gehouden in eigen land. Higuaín bleef in de eerste groepswedstrijd tegen Bolivia op de bank, viel in de tweede wedstrijd tegen Colombia in en startte in de basis tegen Costa Rica. Argentinië werd tweede in de groep en moest vervolgens in de kwartfinale spelen tegen Uruguay. Hierin scoorde Higuaín de gelijkmaker. Na negentig minuten en verlenging stond het nog steeds 1-1, waardoor een strafschoppenserie volgde. Higuaín benutte zijn strafschop, maar Argentinië verloor de strafschoppenreeks met 5-4. Op 28 maart 2019 maakte hij bekend te stoppen als international.
| Interlands van Gonzalo Higuain voor Argentinië | Interlands van Gonzalo Higuain voor Argentinië | Interlands van Gonzalo Higuain voor Argentinië | Interlands van Gonzalo Higuain voor Argentinië | Interlands van Gonzalo Higuain voor Argentinië | Interlands van Gonzalo Higuain voor Argentinië |
| №                                              | Datum                                          | Wedstrijd                                      | Uitslag                                        | Competitie                                     | Goals                                          |
| Als speler bij Real Madrid                     | Als speler bij Real Madrid                     | Als speler bij Real Madrid                     | Als speler bij Real Madrid                     | Als speler bij Real Madrid                     | Als speler bij Real Madrid                     |
| ---------------------------------------------- | ---------------------------------------------- | ---------------------------------------------- | ---------------------------------------------- | ---------------------------------------------- | ---------------------------------------------- |
| 1                                              | 10 Oct 2009                                    | Argentinië – Peru                              | 2–1                                            | WK-kwalificatie                                |                                                |
| 2                                              | 14 Oct 2009                                    | Uruguay – Argentinië                           | 0–1                                            | WK-kwalificatie                                |                                                |
| 3                                              | 14 Nov 2009                                    | Spanje – Argentinië                            | 2–1                                            | Vriendschappelijk                              |                                                |
| 4                                              | 03 Mar 2010                                    | Duitsland – Argentinië                         | 0–1                                            | Vriendschappelijk                              |                                                |
| 5                                              | 24 May 2010                                    | Argentinië – Canada                            | 5–0                                            | Vriendschappelijk                              |                                                |
| 6                                              | 12 Jun 2010                                    | Argentinië – Nigeria                           | 1–0                                            | WK-eindronde                                   |                                                |
| 7                                              | 17 Jun 2010                                    | Argentinië – Zuid-Korea                        | 4–1                                            | WK-eindronde                                   |                                                |
| 8                                              | 27 Jun 2010                                    | Argentinië – Mexico                            | 3–1                                            | WK-eindronde                                   |                                                |
| 9                                              | 03 Jul 2010                                    | Argentinië – Duitsland                         | 0–4                                            | WK-eindronde                                   |                                                |
| 10                                             | 11 Aug 2010                                    | Ierland – Argentinië                           | 0–1                                            | Vriendschappelijk                              |                                                |
| 11                                             | 07 Sep 2010                                    | Argentinië – Spanje                            | 4–1                                            | Vriendschappelijk                              |                                                |
| 12                                             | 08 Oct 2010                                    | Japan – Argentinië                             | 1–0                                            | Vriendschappelijk                              |                                                |
| 13                                             | 17 Nov 2010                                    | Argentinië – Brazilië                          | 1–0                                            | Vriendschappelijk                              |                                                |
| 14                                             | 06 Jul 2011                                    | Argentinië – Colombia                          | 0–0                                            | Copa América                                   |                                                |
| 15                                             | 11 Jul 2011                                    | Argentinië – Costa Rica                        | 3–0                                            | Copa América                                   |                                                |
| 16                                             | 16 Jul 2011                                    | Argentinië – Uruguay                           | 1–1                                            | Copa América                                   |                                                |
| 17                                             | 02 Sep 2011                                    | Venezuela – Argentinië                         | 0–1                                            | Vriendschappelijk                              |                                                |
| 18                                             | 06 Sep 2011                                    | Argentinië – Nigeria                           | 3–1                                            | Vriendschappelijk                              |                                                |
| 19                                             | 07 Oct 2011                                    | Argentinië – Chili                             | 4–1                                            | WK-kwalificatie                                |                                                |
| 20                                             | 11 Oct 2011                                    | Venezuela – Argentinië                         | 1–0                                            | WK-kwalificatie                                |                                                |
| 21                                             | 11 Nov 2011                                    | Argentinië – Bolivia                           | 1–1                                            | WK-kwalificatie                                |                                                |
| 22                                             | 15 Nov 2011                                    | Colombia – Argentinië                          | 1–2                                            | WK-kwalificatie                                |                                                |
| 23                                             | 29 Feb 2012                                    | Zwitserland – Argentinië                       | 1–3                                            | Vriendschappelijk                              |                                                |
| 24                                             | 02 Jun 2012                                    | Argentinië – Ecuador                           | 4–0                                            | WK-kwalificatie                                |                                                |
| 25                                             | 09 Jun 2012                                    | Argentinië – Brazilië                          | 4–3                                            | Vriendschappelijk                              |                                                |
| 26                                             | 15 Aug 2012                                    | Duitsland – Argentinië                         | 1–3                                            | Vriendschappelijk                              |                                                |
| 27                                             | 07 Sep 2012                                    | Argentinië – Paraguay                          | 3–1                                            | WK-kwalificatie                                |                                                |
| 28                                             | 11 Sep 2012                                    | Peru – Argentinië                              | 1–1                                            | WK-kwalificatie                                |                                                |
| 29                                             | 12 Oct 2012                                    | Argentinië – Uruguay                           | 3–0                                            | WK-kwalificatie                                |                                                |
| 30                                             | 16 Oct 2012                                    | Chili – Argentinië                             | 1–2                                            | WK-kwalificatie                                |                                                |
| 31                                             | 06 Feb 2013                                    | Zweden – Argentinië                            | 2–3                                            | Vriendschappelijk                              |                                                |
| 32                                             | 22 Mar 2013                                    | Argentinië – Venezuela                         | 3–0                                            | WK-kwalificatie                                |                                                |
| 33                                             | 07 Jun 2013                                    | Argentinië – Colombia                          | 0–0                                            | WK-kwalificatie                                |                                                |
| Als speler bij SSC Napoli                      |                                                |                                                |                                                |                                                |                                                |
| 34                                             | 14 Aug 2013                                    | Italië – Argentinië                            | 1–2                                            | Vriendschappelijk                              |                                                |
| 35                                             | 15 Nov 2013                                    | Ecuador – Argentinië                           | 0–0                                            | Vriendschappelijk                              |                                                |
| 36                                             | 05 Mar 2014                                    | Roemenië – Argentinië                          | 0–0                                            | Vriendschappelijk                              |                                                |
| 37                                             | 15 Jun 2014                                    | Argentinië – Bosnië en Herz.                   | 2–1                                            | WK-eindronde                                   |                                                |
| 38                                             | 21 Jun 2014                                    | Argentinië – Iran                              | 1–0                                            | WK-eindronde                                   |                                                |
| 39                                             | 25 Jun 2014                                    | Nigeria – Argentinië                           | 2–3                                            | WK-eindronde                                   |                                                |
| 40                                             | 01 Jul 2014                                    | Argentinië – Zwitserland                       | 1–0                                            | WK-eindronde                                   |                                                |
| 41                                             | 05 Jul 2014                                    | Argentinië – België                            | 1–0                                            | WK-eindronde                                   |                                                |
| 42                                             | 09 Jul 2014                                    | Argentinië – Nederland                         | 0–0                                            | WK-eindronde                                   |                                                |
| 43                                             | 13 Jul 2014                                    | Duitsland – Argentinië                         | 1–0                                            | WK-eindronde                                   |                                                |
| 44                                             | 11 Oct 2014                                    | Brazilië – Argentinië                          | 2–0                                            | Vriendschappelijk                              |                                                |
| 45                                             | 14 Oct 2014                                    | Hongkong – Argentinië                          | 0–7                                            | Vriendschappelijk                              |                                                |
| 46                                             | 18 Nov 2014                                    | Portugal – Argentinië                          | 1–0                                            | Vriendschappelijk                              |                                                |
| 47                                             | 28 Mar 2015                                    | El Salvador – Argentinië                       | 0–2                                            | Vriendschappelijk                              |                                                |
| 48                                             | 06 Jun 2015                                    | Argentinië – Bolivia                           | 5–0                                            | Vriendschappelijk                              |                                                |
| 49                                             | 13 Jun 2015                                    | Argentinië – Paraguay                          | 2–2                                            | Copa América                                   |                                                |
| 50                                             | 20 Jun 2015                                    | Argentinië – Jamaica                           | 1–0                                            | Copa América                                   |                                                |
| 51                                             | 30 Jun 2015                                    | Argentinië – Paraguay                          | 6–1                                            | Copa América                                   |                                                |
| 52                                             | 04 Jul 2015                                    | Chili – Argentinië                             | 0–0                                            | Copa América                                   |                                                |
| 53                                             | 13 Nov 2015                                    | Argentinië – Brazilië                          | 1–1                                            | WK-kwalificatie                                |                                                |
| 54                                             | 17 Nov 2015                                    | Colombia – Argentinië                          | 0–1                                            | WK-kwalificatie                                |                                                |
| 55                                             | 24 Mar 2016                                    | Chili – Argentinië                             | 1–2                                            | WK-kwalificatie                                |                                                |
| 56                                             | 29 Mar 2016                                    | Argentinië – Bolivia                           | 2–0                                            | WK-kwalificatie                                |                                                |
| 57                                             | 27 May 2016                                    | Argentinië – Honduras                          | 1–0                                            | Vriendschappelijk                              |                                                |
| 58                                             | 06 Jun 2016                                    | Argentinië – Chili                             | 2–1                                            | Copa América                                   |                                                |
| 59                                             | 10 Jun 2016                                    | Argentinië – Panama                            | 5–0                                            | Copa América                                   |                                                |
| 60                                             | 14 Jun 2016                                    | Bolivia – Argentinië                           | 0–3                                            | Copa América                                   |                                                |
| 61                                             | 18 Jun 2016                                    | Argentinië – Venezuela                         | 4–1                                            | Copa América                                   |                                                |
| 62                                             | 21 Jun 2016                                    | Verenigde Staten – Argentinië                  | 0–4                                            | Copa América                                   |                                                |
| 63                                             | 26 Jun 2016                                    | Argentinië – Chili                             | 0–0                                            | Copa América                                   |                                                |
| Als speler bij Juventus                        |                                                |                                                |                                                |                                                |                                                |
| 64                                             | 07 Oct 2016                                    | Peru – Argentinië                              | 2–2                                            | WK-kwalificatie                                |                                                |
| 65                                             | 11 Oct 2016                                    | Argentinië – Paraguay                          | 0–1                                            | WK-kwalificatie                                |                                                |
| 66                                             | 10 Nov 2016                                    | Brazilië – Argentinië                          | 3–0                                            | WK-kwalificatie                                |                                                |
| 67                                             | 15 Nov 2016                                    | Argentinië – Colombia                          | 3–0                                            | WK-kwalificatie                                |                                                |
| 68                                             | 24 Mar 2017                                    | Argentinië - Chili                             | 1–0                                            | WK-kwalificatie                                |                                                |
| 69                                             | 09 Jun 2017                                    | Brazilië - Argentinië                          | 0-1                                            | Vriendschappelijk                              |                                                |
| 70                                             | 23 maart 2018                                  | Argentinië - Italië                            | 2-0                                            | Vriendschappelijk                              |                                                |
| 71                                             | 27 maart 2018                                  | Spanje - Argentinië                            | 6-1                                            | Vriendschappelijk                              |                                                |
| 72                                             | 30 mei 2018                                    | Argentinië - Haïti                             | 4-0                                            | Vriendschappelijk                              |                                                |
| 73                                             | 16 juni 2018                                   | Argentinië - IJsland                           | 1-1                                            | WK-eindronde                                   |                                                |
| 74                                             | 21 juni 2018                                   | Argentinië - Kroatië                           | 0-3                                            | WK-eindronde                                   |                                                |
| 75                                             | 16 juni 2018                                   | Nigeria - Argentinië                           | 1-2                                            | WK-eindronde                                   |                                                |

## Erelijst
| Competitie          |             |                           |             |             |
| Competitie          | Aantal      | Jaren                     |             |             |
| Real Madrid         | Real Madrid | Real Madrid               | Real Madrid | Real Madrid |
| ------------------- | ----------- | ------------------------- | ----------- | ----------- |
| Primera División    | 3x          | 2006/07, 2007/08, 2011/12 |             |             |
| Copa del Rey        | 1x          | 2010/11                   |             |             |
| Supercopa de España | 2x          | 2008, 2012                |             |             |
| SSC Napoli          |             |                           |             |             |
| Coppa Italia        | 1x          | 2013/14                   |             |             |
| Supercoppa Italiana | 1x          | 2014                      |             |             |
| Juventus            |             |                           |             |             |
| Serie A             | 3x          | 2016/17, 2017/18, 2019/20 |             |             |
| Coppa Italia        | 2x          | 2016/17, 2017/18          |             |             |
| Chelsea             |             |                           |             |             |
| UEFA Europa League  | 1x          | 2018/19                   |             |             |

### Persoonlijk
| Prijs             | Aantal | Jaren   |
| ----------------- | ------ | ------- |
| Topscorer Serie A | 1x     | 2015/16 |

1 Pozo ·
2 Demichelis ·
3 C. Rodríguez ·
4 Burdisso ·
5 Bolatti ·
6 Heinze ·
7 Di María ·
8 Verón ·
9 Higuaín ·
10 Messi ·
11 Tévez ·
12 Garcé ·
13 Samuel ·
14 Mascherano  ·
15 Otamendi ·
16 Agüero ·
17 Gutiérrez ·
18 Palermo ·
19 Milito ·
20 M. Rodríguez ·
21 Andújar ·
22 Romero ·
23 Pastore ·
Coach: Maradona
1 Carrizo ·
2 Garay ·
4 Zabaleta ·
4 Burdisso ·
5 Cambiasso ·
6 G. Milito ·
7 Di María ·
8 Zanetti ·
9 Higuaín ·
10 Messi ·
11 Tévez ·
12 Andújar ·
13 Pareja ·
14 Mascherano  ·
15 Biglia ·
16 Agüero ·
17 Rojo ·
21 Pastore ·
19 Banega ·
20 Gago ·
21 Lavezzi ·
22 D. Milito ·
23 Romero ·
Coach: Batista
1 Romero ·
2 Garay ·
3 Campagnaro ·
4 Zabaleta ·
5 Gago ·
6 Biglia ·
7 Di María ·
8 Pérez ·
9 Higuaín ·
10 Messi  ·
11 Rodríguez ·
12 Orión ·
13 A. Fernández ·
14 Mascherano ·
15 Demichelis ·
16 Rojo ·
17 F. Fernández ·
18 Palacio ·
19 Álvarez ·
20 Agüero ·
21 Andújar ·
22 Lavezzi ·
23 Basanta ·
Coach: Sabella
1 Romero ·
2 Garay ·
3 Roncaglia ·
4 Zabaleta ·
5 Gago ·
6 Biglia ·
7 Di María ·
8 Pereyra ·
9 Higuaín ·
10 Messi  ·
11 Agüero ·
12 Guzmán ·
13 Casco ·
14 Mascherano ·
15 Demichelis ·
16 Rojo ·
17 Otamendi ·
18 Tévez ·
19 Banega ·
20 Lamela ·
21 Pastore ·
22 Lavezzi ·
23 Andújar ·
23 Marchesín ·
Coach: Martino
1 Romero ·
2 Maidana ·
3 Roncaglia ·
4 Mercado ·
5 Kranevitter ·
6 Biglia ·
7 Di María ·
8 Fernández ·
9 Higuaín ·
10 Messi  ·
11 Agüero ·
12 Guzmán ·
13 Funes Mori ·
14 Mascherano ·
15 Cuesta ·
16 Rojo ·
17 Otamendi ·
18 Lamela ·
19 Banega ·
20 Gaitán ·
21 Pastore ·
22 Lavezzi ·
23 Andújar ·
Coach: Martino
1 Guzmán ·
2 Mercado ·
3 Tagliafico ·
4 Ansaldi ·
5 Biglia ·
6 Fazio ·
7 Banega ·
8 Acuña ·
9 Higuaín ·
10 Messi  ·
11 Di María ·
12 Armani ·
13 Meza ·
14 Mascherano ·
15 Pérez ·
16 Rojo ·
17 Otamendi ·
18 Salvio ·
19 Agüero ·
20 Lo Celso ·
21 Dybala ·
22 Pavón ·
23 Caballero ·
Coach: Sampaoli